# Семенова Валентина Федорівна
Валентина Федорівна Семенова (нар. 10 травня 1948 р. - 18 січня 2008 р., м. Сокиряни, Чернівецька область) — педагог, громадсько-політична діячка. Заслужений працівник соціальної сфери України.

## Біографія
Народилася 10 травня 1948 року на Доннеччині. 
У місті Торез закінчила середню школу. Навчалася заочно і працювала піонервожатою у школі, відтак — у будинку піонерів. Досвід піонервожатої Валентини Семенової (Сергеєвої) було узагальнено і рекомендовано для поширення через Виставку досягнень народного господарства Української РСР. Провели її з піонерської роботи у центральному музеї «Молода гвардія» у Краснодоні. 
З 1972 року жила у місті Сокиряни Чернівецької області. Працювала у Сокирянському профтехучилищі секретарем комсомольської організації, головою профспілкової організації, викладала естетику і суспільствознавство. Закінчила Бельцький педінститут у Республіці Молдова. 
Працювала завкабінетом політосвіти — заступником завідувача відділом пропаганди й агітації Сокирянського райкому Компартії України, і одночасно куратором розвитку культури в районі, в останні роки — відповідальний працівник служби соціальних проблем населення. 
Очолювала територіальний Центр соціальної, трудової та медичної реабілітації інівалідів та пенсіонерів, де в 20 залах і кабінетах надаються безкоштовні послуги такій категорії населення. З ініціативи В. Ф. Семенової було відкрито шашково-шаховий клуб, творчо-мистецьке об'єднання ветеранів «Надвечір'я», створено хор пенсіонерів «Доля». Про них тележурналістка Тамара Щербатюк створила документальний фільм, який демонструвався на каналах Українського телебачення. 
Валентина Семенова — заслужений працівник соціальної сфери України. Почесний громадянин міста Сокиряни. Обиралася депутатом Чернівецької обласної ради чотирьох скликань. 
Померла 18 січня 2008 року. На приміщенні реабілітаційного відділення Сокирянського територіального центру соціального обслуговування пенсіонерів та одиноких непрацездатних громадян встановлено меморіальну стелу: «Цій установі дала початок в 2001 році заслужений працівник соціальної сфери України, депутат обласної ради чотирьох скликань, Почесний громадянин міста Сокиряни Семенова Валентина Федорівна. 10.05.1948 −18.01.2008 р.».